# Продан Юрій Васильович
Ю́рій Васи́льович Про́дан (нар. 27 січня 1959, Норильськ, Красноярський край, Російська РФСР, СРСР) — український політик та енергетик. Обіймав посади міністра палива та енергетики України з 18 грудня 2007 до 11 березня 2010, та міністра енергетики та вугільної промисловості України з 27 лютого 2014 року. У грудні 2005 отримав звання Заслуженого енергетика України.

## Життєпис
Пішов по стопах батька-енергетика, закінчивши Київський політехнічний інститут (1976–1982). Отримав диплом інженера-електрика, фахівця з електричних станцій. Після закінчення ВНЗ три роки працював інженером кафедри електростанцій КПІ. Наступні два — старшим інспектором Фастівського районного відділення енергонагляду «Київенерго». До весни 1999-го посідав різні посади в тому ж «Київенерго», дослужився до крісла директора департаменту енергозбуту. Бурхливе кар'єрне зростання Ю. Продана в столичній енергокомпанії припало на 1995–1999 рр. Саме тоді її очолював майбутній глава Мінпаленерго Іван Плачков.
У 1999–2000 — 1-й заступник директора ДП Національна енергетична компанія «Укренерго» — директор Спеціалізованого відособленого підрозділу «Енергоринок». З червня 2000-го по березень 2001-го — директор ДП «Енергоринок».
З березня 2001 — голова Національної комісії регулювання електроенергетики України. У 2004–2005 рр. — начальник Головного управління палива, енергетики та енергозбереження Київської міськдержадміністрації. З лютого 2005 р. — перший заступник Міністра палива та енергетики, президент НАК «Енергетична компанія України».
Після приходу в Кабмін команди Віктора Януковича Ю. Продан повернувся в «Київенерго» (у вересні 2006). А вже в листопаді був призначений радником Президента України Віктора Ющенка. З липня 2007 — заступник Секретаря Ради національної безпеки і оборони України.
Призначений на посаду Міністра палива та енергетики України в другому уряді Юлії Тимошенко Постановою Верховної Ради України № 10-VI від 18 грудня 2007.
З 27 лютого по 2 грудня 2014 — Міністр енергетики та вугільної промисловості у першому уряді Арсенія Яценюка.

## Родина
Одружений. У нього дві дочки — Яна (1983) та Анастасія (2002), і три сини - Богдан (1993), Володимир (2007) та Михайло (2019)

## Публікації
- Юрій Продан: профільне міністерство втратило керівництво над паливно-енергетичним комплексом